# Temporada 1950-51 de los Rochester Royals
La Temporada 1950-51 fue la tercera de los Rochester Royals en la NBA. La temporada regular acabó con 41 victorias y 27 derrotas, ocupando el segundo puesto de la División Oeste, clasificándose para los playoffs en los que finalmente consiguieron el campeonato tras derrotar en las finales a los New York Knicks.

## Elecciones en elDraft
| Ronda | Puesto | Jugador        | Posición  | Nacionalidad   | Universidad   |
| ----- | ------ | -------------- | --------- | -------------- | ------------- |
| 1     | 9      | Joe McNamee    | Ala-Pívot | Estados Unidos | San Francisco |
| 2     | 21     | George Stanich | Escolta   | Estados Unidos | UCLA          |

## Temporada regular
| División Oeste           | División Oeste | División Oeste | División Oeste | División Oeste | División Oeste | División Oeste | División Oeste | División Oeste |
| Equipo                   | G              | P              | %              | PD             | Casa           | Fuera          | Neutral        | Div            |
| ------------------------ | -------------- | -------------- | -------------- | -------------- | -------------- | -------------- | -------------- | -------------- |
| x-Minneapolis Lakers     | 44             | 24             | .647           | -              | 29-3           | 12-21          | 3-0            | 24-12          |
| x-Rochester Royals       | 41             | 27             | .603           | 3              | 29-5           | 12-22          | -              | 18-15          |
| x-Fort Wayne Pistons     | 32             | 36             | .471           | 12             | 27-7           | 5-27           | 0-2            | 18-6           |
| x-Indianapolis Olympians | 31             | 37             | .456           | 13             | 19-12          | 10–24          | 2-1            | 15-20          |
| Tri-Cities Blackhawks    | 25             | 43             | .368           | 19             | 22-13          | 2–28           | 1-2            | 12-24          |

## Playoffs

### Semifinales de División
Rochester Royals - Fort Wayne Pistons
| Fecha       | Partido                                     | Ciudad     |
| ----------- | ------------------------------------------- | ---------- |
| 20 de marzo | Rochester Royals 110, Fort Wayne Pistons 81 | Rochester  |
| 22 de marzo | Fort Wayne Pistons 83, Rochester Royals 78  | Fort Wayne |
| 24 de marzo | Rochester Royals 97, Fort Wayne Pistons 78  | Rochester  |
|             | Rochester gana las series 2-1               |            |

### Finales de División
Minneapolis Lakers - Rochester Royals
| Fecha       | Partido                                    | Ciudad      |
| ----------- | ------------------------------------------ | ----------- |
| 29 de marzo | Minneapolis Lakers 76, Rochester Royals 73 | Minneapolis |
| 31 de marzo | Minneapolis Lakers 66, Rochester Royals 70 | Minneapolis |
| 1 de abril  | Rochester Royals 83, Minneapolis Lakers 70 | Rochester   |
| 3 de abril  | Rochester Royals 80, Minneapolis Lakers 75 | Rochester   |
|             | Rochester gana las series 3-1              |             |

### Finales de la NBA
Rochester Royals - New York Knicks
| Fecha       | Partido                                 | Ciudad     |
| ----------- | --------------------------------------- | ---------- |
| 7 de abril  | Rochester Royals 92, New York Knicks 65 | Rochester  |
| 8 de abril  | Rochester Royals 99, New York Knicks 84 | Rochester  |
| 11 de abril | New York Knicks 71, Rochester Royals 78 | Nueva York |
| 13 de abril | New York Knicks 79, Rochester Royals 73 | Nueva York |
| 15 de abril | Rochester Royals 89, New York Knicks 92 | Rochester  |
| 18 de abril | New York Knicks 80, Rochester Royals 73 | Nueva York |
| 21 de abril | Rochester Royals 79, New York Knicks 75 | Rochester  |
|             | Rochester gana las finales 4-3          |            |

## Estadísticas
| Rk | Jugador       | Edad | P  | PT | MP | TC  | TCI  | %TC  | 3P | 3PI | %3P | TL  | TLI | %TL  | RO | RD | RT   | AS  | RB | TAP | BP | FP  | PTS  |
| 1  | Arnie Risen   | 26   | 66 |    |    | 5.7 | 14.2 | .401 |    |     |     | 4.9 | 6.7 | .734 |    |    | 12.0 | 2.4 |    |     |    | 4.2 | 16.3 |
| 2  | Bob Davies    | 31   | 63 |    |    | 5.2 | 13.9 | .372 |    |     |     | 4.8 | 6.0 | .795 |    |    | 3.1  | 4.6 |    |     |    | 3.3 | 15.2 |
| 3  | Jack Coleman  | 26   | 67 |    |    | 4.7 | 11.2 | .421 |    |     |     | 2.0 | 2.6 | .779 |    |    | 8.7  | 2.9 |    |     |    | 2.9 | 11.4 |
| 4  | Bobby Wanzer  | 29   | 68 |    |    | 3.7 | 9.2  | .401 |    |     |     | 3.4 | 4.0 | .850 |    |    | 3.4  | 2.7 |    |     |    | 1.9 | 10.8 |
| 5  | Arnie Johnson | 30   | 68 |    |    | 2.7 | 5.9  | .459 |    |     |     | 4.0 | 5.5 | .725 |    |    | 6.6  | 2.6 |    |     |    | 4.3 | 9.4  |
| 6  | Bill Calhoun  | 23   | 66 |    |    | 2.7 | 7.7  | .346 |    |     |     | 2.4 | 3.5 | .706 |    |    | 3.0  | 1.5 |    |     |    | 1.3 | 7.7  |
| 7  | Red Holzman   | 30   | 68 |    |    | 2.7 | 8.3  | .326 |    |     |     | 1.9 | 2.6 | .726 |    |    | 2.2  | 2.2 |    |     |    | 1.4 | 7.3  |
| 8  | Pep Saul      | 26   | 65 |    |    | 1.6 | 4.8  | .339 |    |     |     | 1.1 | 1.6 | .686 |    |    | 1.3  | 1.0 |    |     |    | 1.3 | 4.3  |
| 9  | Paul Noel     | 26   | 52 |    |    | 0.9 | 3.3  | .282 |    |     |     | 0.6 | 0.9 | .711 |    |    | 1.6  | 0.7 |    |     |    | 1.2 | 2.5  |
| 10 | Joe McNamee   | 24   | 60 |    |    | 0.8 | 2.8  | .287 |    |     |     | 0.5 | 0.7 | .643 |    |    | 1.7  | 0.3 |    |     |    | 1.5 | 2.1  |
| 11 | Ed Mikan      | 25   | 10 |    |    | 1.7 | 6.2  | .274 |    |     |     | 0.9 | 1.2 | .750 |    |    | 2.5  | 0.2 |    |     |    | 2.1 | 4.3  |

## Galardones y récords
| Jugador    | Galardón                 |
| Bob Davies | Mejor quinteto de la NBA |